# Jardines botánicos tropicales del rancho Kaia
Los Jardines botánicos tropicales del rancho Kaia (en inglés: Kaia Ranch Tropical Botanical Gardens) es un parque natural y jardín botánico de 27 acres (11 hectáreas) de extensión en la parte sureste de la isla de Maui, Hawái.

## Localización
Se ubica en los terrenos del "Kaia Ranch Bed and Breakfast".
Kaia Ranch Tropical Botanical Gardens, 470 Ulaino Road, Hana, Maui county, Maui island, Hawái HI 96713 United States of America-Estados Unidos de América.
Planos y vistas satelitales.20°47′42.5220″N 156°01′56.4600″O / 20.795145000, -156.032350000
Se paga una tarifa de entrada.

## Historia
Creado con la intención de promover el conocimiento de las plantas tanto útiles como ornamentales que se pueden encontrar en el entorno de Maui.
Jo Loyce Kaia, y su difunto esposo compraron 27 acres de terreno hace 30 años y construyeron un hermoso jardín botánico de Flora de Hawái que está abierto para los clientes (muy cerca de la carretera también se encuentra el famoso National Hawaiian Kahanu Gardens).

## Colecciones
El jardín contiene especies de plantas subtropicales y tropicales procedentes de todo el mundo. 
La colección hace énfasis en los árboles frutales y plantas con flores, incluyendo:
- Árboles y arbustos productores de frutas.
- Flores ornamentales.
- Colección de plantas de Polinesia introducidas en Hawái.
- Colección de plantas nativas de Hawái.